# Evanescence
Evanescence és un grup de rock de Little Rock, Arkansas, EUA. La seva música es pot descriure com a fosca, èpica, dramàtica.

## Història
Evanescence va ser fundat per la cantant, pianista i compositora Amy Lee i l'antic guitarrista i compositor Ben Moody. Es van conèixer en un campament juvenil a Arkansas, quan Moody va sentir a Lee tocant "I'd Do Anything for Love (But I Won't Do That)" de Meat Loaf al piano.
La parella van descobrir que compartien l'afecte per Jimi Hendrix i Björk, i van començar a escriure cançons junts, al principi en una mena de competició per sorprendre l'altre. La primera va ser "Solitude" d'Amy Lee, seguida per "Understanding" de Ben Moody, "Give Unto Me" per Amy Lee, i "My Immortal" per Ben Moody.
Durant algun temps no van trobar altres músics per tocar, i no tenien prou diners per pagar a professionals, o sigui que no podien fer concerts. De tota manera, dues de les seves cançons, "Understanding" i "Give Unto Me", van entrar a les llistes locals, i la demanda de concerts va créixer. Van passar per diversos noms per a la banda, incloent "Childish Intentions" i "Stricken", abans de decidir-se per "Evanescence" (que significa dissipar-se com el vapor). Aquest nom el van 'trobar' buscant a l'atzar al diccionari. Amy ha dit que li agrada molt el nom perquè és misteriós i fosc, i introdueix una imatge a la ment, que és el que ella volia.

### Primers treballs

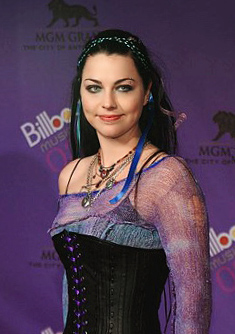
Amy Lee

El seu primer demo de llarga durada, "Origin" (2000), és relativament desconegut. La banda també va treure dos EPs, que estan molt buscats per col·leccionistes donat les poques còpies que existeixen: "Evanescence EP" (1998), del qual hi ha unes 100 còpies); i el "Sound Asleep EP", també conegut com a "Whisper EP" (1999), limitat a 50 còpies.
"Origin" i els EPs contenen versions demo d'algunes de les cançons de "Fallen". "My Immortal", per exemple, ja està a "Origin".
Lee, de tota manera, no considera aquest disc ["Origin"] un àlbum de debò; més aviat, el considera un conjunt de cançons demo (algunes de les quals admet que no estan del tot ben fetes) que va ser enviat a les companyies discogràfiques. Només 2500 còpies d'aquest disc van ser editades, les quals ara tenen un valor elevat. En resposta de la dificultat per aconseguir-lo, Lee i Moody van encoratjar als fans a descarregar-se les cançons velles durant una entrevista.

### Fallen
El seu primer gran àlbum, "Fallen" (2003) ha estat certificat 6 vegades platí als EUA, i va vendre més de 12 milions de còpies arreu del món. Fallen és un dels únics cinc discs que han estat tot un any al Billboard Top 50.
El single "Bring Me To Life" va ser un hit a tot el món, juntament amb "My Immortal". Formar part de la banda sonora de "Daredevil" va ajudar a aquestes dues cançons a guanyar popularitat. "Bring Me To Life" va guanyar un Grammy com a Millor Actuació de Hard Rock l'any 2003. Aquell any, Evanescence va guanyar un altre Grammy com a Millor artista revelació.
Els altres dos singles de l'àlbum van ser "Going Under" i "Everybody's Fool".
L'anteriorment inèdita "Breathe No More" va formar part de la banda sonora de la pel·lícula Elektra (2005).

### L'adéu de Ben
El 22 d'octubre de 2003, Moody va marxar de la banda enmig d'una gira europea. Les raons de la seva marxa van ser contestades com a 'diferències creatives'. Moltes entrevistes i articles han intentat clarificar aquest fet.
Des de llavors, Terry Balsamo de Cold és el nou guitarrista.

### Anywhere But Home
El 2004 surt a la venda un DVD en directe titulat "Anywhere But Home". El DVD està gravat a París i conté hores de behind-the-scences.

### The Open Door
Evanescence està treballant actualment en el seu segon àlbum d'estudi, titulat "The Open Door". Sortirà a la venda el 3 d'octubre del 2006 (més informació).
L'àlbum estarà format per 13 cançons, incloent el primer senzill "Call Me When You're Sober" i les cançons "Good Enough" i "Weight Of The World". Lee ha dit en una entrevista amb la mtv que "Good Enough" no és com cap altra balada que ha escrit, ja que el seu rerefons és feliç.
El disc ha tingut un procés de creació lent per diverses raons, sobretot per l'apoplexia que va sofrir Terry Balsamo fa uns mesos i pels problemes legals entre Amy Lee i el seu ex-manager.
Amy Lee ha confirmat que va escriure una cançó per la pel·lícula "Les Cròniques de Narnia: El Lleó, la Bruixa i l'Armari" (2003) però va ser refusada perquè segons els productors era massa fosca i èpica. De tota manera, Amy Lee va dir que passaria a ser una altra gran cançó del nou treball.

## Comparacions

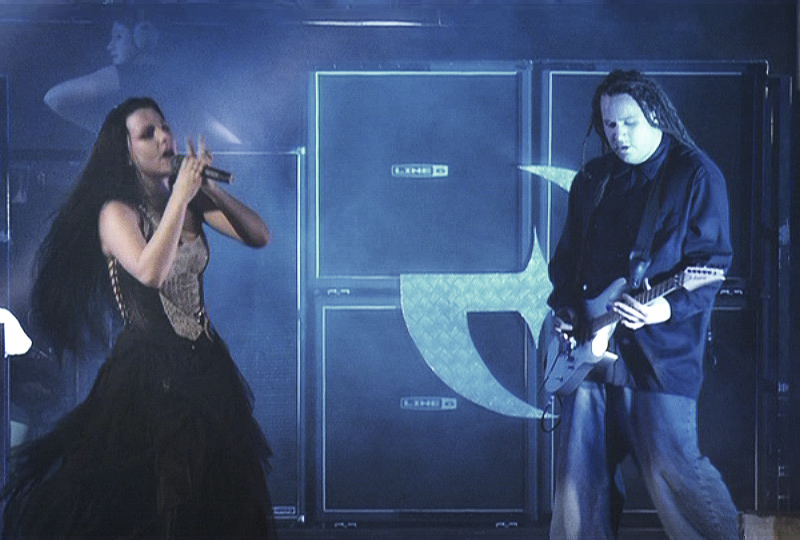
Evanescence actuant a París

El grup és comparat sovint amb bandes nu-metal com Linkin Park, P.O.D i Papa Roach, però molts fans pensen que són comparacions inversemblants perquè només estan basades en "Bring Me To Life", que inclou Paul McCoy de 12 Stones cantant en estil rap. Aquesta col·laboració, a més, va ser imposada pel segell discogràfica -Wind-up Records- i no idea de Evanescence. La comparació no reflecteix la resta de la música, ni de Fallen ni les anteriors cançons. Evanescence també és comparat amb bandes com Within Temptation o Lacuna Coil, a l'incorporar una vocalista femenina i tractar temes foscos, però aquests grups són considerats metal simfònic o gòtic més que no pas rock.
Durant els concerts, Evanescence sovint toca covers de bandes contemporànies, com ara A Perfect Circle (Orestes), Metallica (One) i Korn (Thoughtless). També han tocat material de bandes de rock alternatives com Soundgarden (4th of July), Nirvana (Heart Shaped Box) i The Smashing Pumpkins (Zero).

## Membres

### Formació actual
- Amy Lee - veu i piano
- John LeCompt - guitarra
- Rocky Gray - bateria
- Tim McCord - baix
- Terry Balsamo - guitarra

### Ex-components
- Ben Moody - guitarra (fins a octubre del 2003)
- David Hodges (fins a desembre del 2002)
- William Boyd - Baix (fins a juny del 2006)

## Discografia
| Títol                       | Data de publicació (Estats Units) | Discogràfica       |
| --------------------------- | --------------------------------- | ------------------ |
| Evanescence (EP)            | 1998                              | Bigwig Enterprises |
| Sound Asleep / Whisper (EP) | 1999                              | Bigwig Enterprises |
| Mystary (EP)                | Gener del 2003                    | Wind-up Records    |
| Fallen (LP)                 | 4 de març del 2003                | Wind-up Records    |
| Anywhere but Home (Live)    | 23 de novembre del 2004           | Wind-up Records    |
| The Open Door (LP)          | 3 d'octubre del 2006              | Wind-up Records    |
| Evanescence (LP)            | 11 d'octubre del 2011             | Wind-up Records    |
| Synthesis (LP)              | 10 de novembre del 2017           | BMG                |
| Synthesis Live (Live)       | 2018                              | BMG                |
| The Bitter Truth (LP)       | 26 de març del 2021               | BMG                |

## Guardons
Premis
- 2004: Grammy al millor nou artista